# 元和 (漢)
元和（げんわ、げんな）は、後漢の章帝劉炟の治世に使用された2番目の元号。84年 - 87年。

## 出来事
- 2年2月：四分暦に改暦。
- 4年7月：章和に改元

## 西暦・干支との対照表
| 元和 | 元年 | 2年  | 3年  | 4年  |
| 西暦 | 84年 | 85年 | 86年 | 87年 |
| 干支 | 甲申 | 乙酉 | 丙戌 | 丁亥 |